# Strada nazionale 88
La strada nazionale 88 era una strada nazionale del Regno d'Italia, che congiungeva Auletta a Brindisi.
Venne istituita nel 1923 con il percorso "Innesto con la nazionale n. 87 presso Auletta - Stazione Tito - Potenza - Miglionico - Castellaneta - Taranto - Francavilla - Brindisi con diramazione dalla Stazione Tito per Brienza alla nazionale n. 87 presso Atena".
Nel 1928, in seguito all'istituzione dell'Azienda Autonoma Statale della Strada (AASS) e alla contemporanea ridefinizione della rete stradale nazionale, il suo tracciato costituì l'intera strada statale 94 del Varco di Pietrastretta (da Auletta a Potenza) e il tratto terminale della strada statale 7 Via Appia (da Potenza a Brindisi); la diramazione costituì invece l'intera strada statale 95 di Brienza.